# Оппенгеймер (фільм)
«Оппенгеймер» (англ. Oppenheimer) — біографічний фільм Крістофера Нолана з Кілліаном Мерфі в головній ролі Роберта Оппенгеймера, американського фізика-теоретика, якого називають «батьком атомної бомби» за його роль у «Мангеттенському проєкті» — ініціативі часів Другої світової війни, у рамках якої було розроблено першу ядерну зброю. Фільм спільного виробництва Великої Британії та США за мотивами «Американського Прометея», біографії, написаної Каєм Бердом і Мартіном Шервіном. До акторського складу увійшли Бенні Сафді, Джош Гартнетт, Емілі Блант, Кеннет Брана, Майкл Анґарано, Метт Деймон, Рамі Малек, Роберт Дауні і Флоренс П'ю. Фільм створено у копродукції Universal Pictures, Syncopy Inc. та Atlas Entertainment, а Нолан продюсує стрічку разом з Еммою Томас та Чарльзом Ровеном.
У світовий прокат «Оппенгеймер» вийшов 21 липня 2023 року, в Україні — 20 липня, від студії Universal Pictures. Це перший фільм Нолана, який розповсюджується не Warner Bros. з часів «Пам'ятай» (2000). Одночасний його вихід із фільмом Warner Bros. Барбі створив культурний феномен (та мем) «Barbenheimer» (Барбінгеймер), при якому глядачів заохочувано до перегляду обох фільмів послідовно за один візит кінотеатру. Касові збори «Оппенгеймера» досягли понад $942 млн у світовому прокаті при кошторисі $100 млн, що ставить його на 3 місце найкасовіших фільмів 2023 року, 2 місце найкасовіших фільмів із рейтингом R, та є найкасовішим серед біоґрафічних фільмів та фільмів, події яких стосуються Другої світової війни. Фільм отримав загальне визнання, із окремим відзначенням сценарію, візуальних ефектів та акторської гри.
У березні 2024 року виграв 7 статуеток премії «Оскар», зокрема у категоріях «Найкращий фільм» та «Найкраща режисерська робота».

## Сюжет
У 1926 році 22-річний докторант Роберт Оппенгеймер навчається під керівництвом фізика-експериментатора Патрика Блекетта в Кавендиській лабораторії в Кембриджі. Оппенгеймер тужить за домом і страждає від тривоги, виконуючи обов'язкову лабораторну роботу. Запрошений на лекції Нільс Бор, вражений інтелектом Оппенгеймера, рекомендував йому замість цього вивчати теоретичну фізику в Німеччині, де Оппенгеймер закінчив докторську дисертацію. Пізніше він знайомиться з фізиком-теоретиком Вернером Гейзенбергом на конференції в Швейцарії.
Оппенгеймер повертається до Сполучених Штатів, бажаючи розширити там дослідження квантової фізики. Він починає викладати в Каліфорнійському університеті Берклі та Каліфорнійському технологічному інституті, починаючи з одного студента. Він зустрічає свою майбутню дружину Кетрін «Кітті» Пуенінг, біологиню та колишню комуністку, а також має непостійні романтичні стосунки із Джин Татлок, членом Комуністичної партії США. У 1938 році проґрес нацистської Німеччини в дослідженні ядерного поділу спонукав Оппенгеймера та його колег відтворити отримані результати.
У 1942 році, під час Другої світової війни, генерал армії США Леслі Гроувс залучає Оппенгеймера до керівництва Мангеттенським проєктом із розробки атомної бомби, беручи на себе організаційну частину. Оппенгеймер збирає наукову групу, до складу якої входять серед інших Едвард Теллер та Ізидор Айзек Рабі, Річард Фейнман, Георгій Кістяківський, в Лос-Аламосі, Нью-Мексико, а також співпрацює з вченими Енріко Фермі та Девідом Гіллом. Під час роботи над проєктом, Оппенгеймер дізнається про самогубство Татлок, у чому звинувачує себе.

Відеокадри (архівні) випробування «Триніті», 16 липня 1945 р.

Після капітуляції Німеччини деякі дослідники проекту ставлять під сумнів актуальність створення бомби, тоді як Оппенгеймер вважає, що її використання швидко припинить війну в Тихому океані, врятувавши життя союзників. Він ділиться з Альбертом Ейнштейном математичними розрахунками експерименту та побоюваннями, що атомна детонація може викликати атмосферну ланцюгову реакцію і знищити світ.
Випробування «Триніті» відбувається з гучним успіхом; у момент споглядання потужності спалаху вибуху Роберт резонує словами з Бгаґавад-Ґіти: «Тепер я став смертю… руйнівником світів».
Після обговорень та вибору цілей президент Гаррі С. Трумен підписав наказ про бомбардування Хірошіми та Нагасакі, змусивши Японію капітулювати. Оппенгеймера зустрічають з оваціями, називаючи «батьком атомної бомби», проте величезні руйнування та масові жертви переслідують його у видіннях. На зустрічі з Труменом Оппенгеймер висловлюється про докори сумління, що викликає у президента лише зневагу.
Будучи радником Комісії з атомної енергії США, Оппенгеймер виступає проти подальших ядерних досліджень, особливо водневої бомби, запропонованої Едвардом Теллером. Позиція Оппенгеймера стає предметом суперечок на тлі напруження у Холодній Війні з Радянським Союзом. Голова Комісії AEC Льюїс Штраус затаїв образу на Оппенгеймера після того, як той відкинув занепокоєння Штрауса щодо експорту радіоізотопів, публічно принизивши його. Відтак, використовуючи свій вплив, організовує донос щодо минулих зв'язків Оппенгеймера з членами Комуністичної партії та його ненадійність стосовно державної безпеки, потенційне шпигунство на користь СРСР зі зливом даних Мангеттенського проєкту, що у час маккартизму знаходить значний політичний резонанс та доводить до розбору Комісією АЕС.
На слуханнях щодо усунення політичного впливу Оппенгеймера, Теллер та інші колишні соратники зраджують його. Незважаючи на те, що союзники свідчать на його захист, безпековий допуск Оппенгеймера відкликано, це завдає шкоди його суспільному іміджу та нейтралізує його вплив на політику. На пізніших слуханнях щодо затвердження Штрауса на посаду міністра торгівлі в Сенаті Девід Гілл неочікувано для всіх дає свідчення про особисті мотиви Штрауса в організації процесу скинення Оппенгеймера. Сенат США голосує проти затвердження Штрауса.
У флешбеку розкривається розмова між Ейнштейном і Оппенгеймером, у якій, як Штраус був непохитно переконаний, Оппенгеймер обмовив його. Ейнштейн зауважує, що, на думку наукової спільноти, він був нездатним усвідомити еволюцію своїх відкриттів, а тепер час йому, Оппенгеймеру, зіткнутися із наслідками його досягнення. Оппенгеймер же нагадує Ейнштейнові їхню розмову щодо ядерної ланцюгової реакції, що здатна знищити світ, та визнає, що це, зрештою, сталося, — спостерігаючи видіння масових запусків ядерних боєголовок та займання атмосфери Землі.

## У ролях

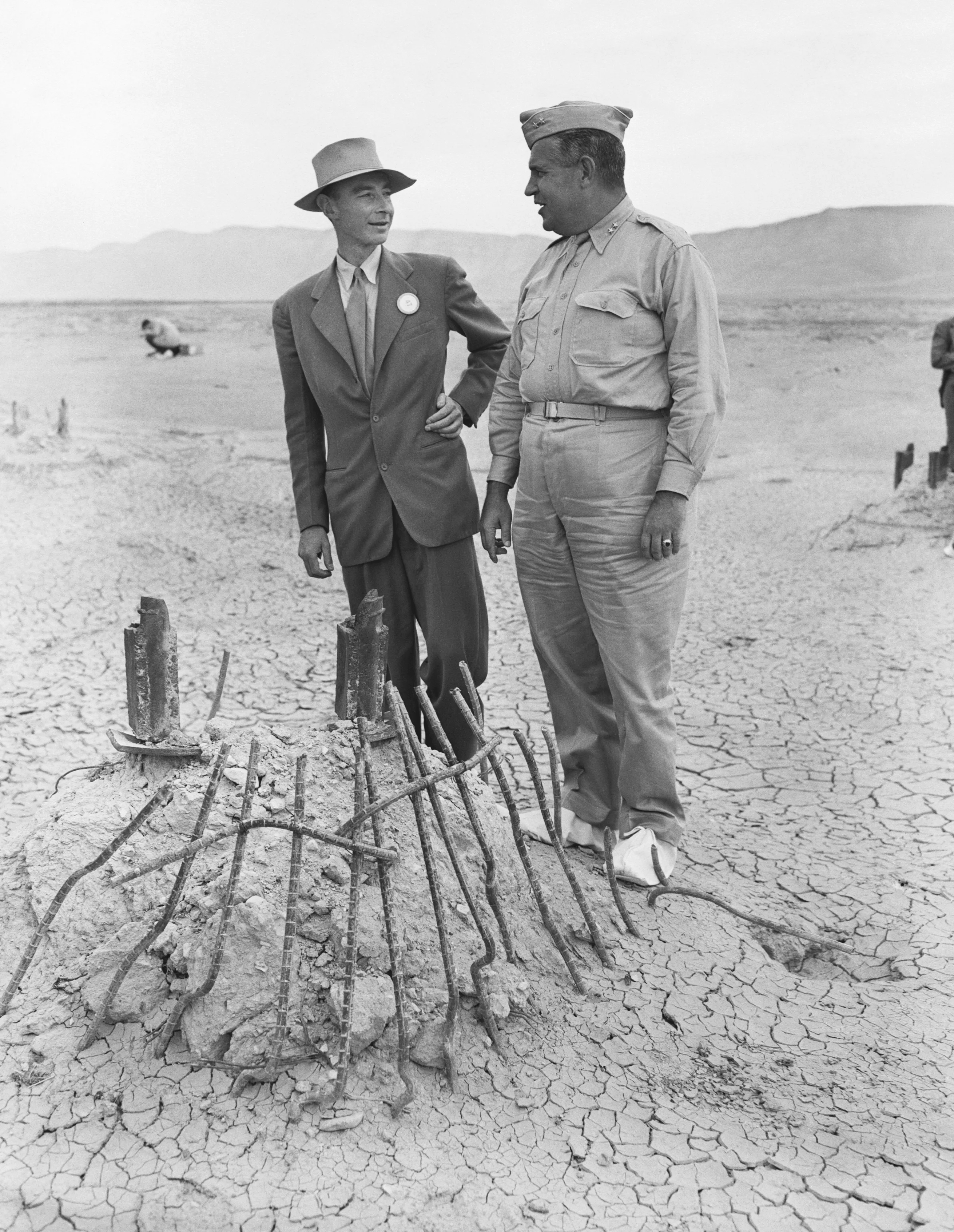
Р. Оппенгеймер та генерал Гровз у вересні 1945 р. на місці проведення випробування «Трініті».

| Актор                 | Роль               |
| --------------------- | ------------------ |
| Кілліан Мерфі         | Роберт Оппенгеймер |
| Емілі Блант           | Кетрін Оппенгеймер |
| Метт Деймон           | Леслі Гровз        |
| Роберт Дауні-молодший | Льюїс Штраус       |
| Бенні Сафді           | Едвард Теллер      |
| Флоренс П'ю           | Джин Татлок        |
| Джош Гартнетт         | Ернест Лоуренс     |
| Рамі Малек            | Девід Лоуренс Гілл |
| Дейн Де Гаан          | Кеннет Ніколс      |
| Джек Квейд            | Річард Фейнман     |
| Меттью Модайн         | Веннівер Буш       |
| Девід Крамхолц        | Ісидор Рабі        |
| Маттіас Швайгхьофер   | Вернер Гейзенберг  |
| Джош Пек              | Кеннет Бейнбрідж   |
| Кеннет Брана          | Нільс Бор          |
| Джеймс Д'Арсі         | Патрік Блекетт     |
| Ґустаф Скашгорд       | Ганс Бете          |
| Том Конті             | Альберт Ейнштейн   |

| Актор              | Роль                    |
| ------------------ | ----------------------- |
| Денні Деферрарі    | Енріко Фермі            |
| Тронд Фауса Аурвог | Георгій Кістяківський   |
| Крістофер Денхем   | Клаус Фукс              |
| Ділан Арнольд      | Френк Оппенгеймер       |
| Емма Дюмон         | Джекі Оппенгеймер       |
| Майкл Ангарано     | Роберт Сербер           |
| Девон Бостік       | Сет Неддермайер         |
| Девід Дастмалчян   | Вільям Л. Борден        |
| Джейсон Кларк      | Роджер Робб             |
| Олівія Тірлбі      | Лілі Горніг             |
| Джош Цукерман      | Джованні Россі Ломаніц  |
| Ґері Олдмен        | Гаррі Трумен            |
| Кейсі Аффлек       | Борис Паш               |
| Джеймс Ремар       | Генрі Льюїс Стімсон     |
| Олден Еренрайк     | помічник Льюїса Штрауса |
| Алекс Вольфф       | Луїс Волтер Альварес    |
| Джеймс Урбаньяк    | Курт Гедель             |
| Тоні Голдвін       | Гордон Грей             |

## Український дубляж
- Студія: LeDoyen Studio
- Перекладач: Олег Колесніков
- Режисерка дубляжу: Анна Пащенко
- Звукорежисери: Михайло Угрин, Олег Кульчицький
- Координаторка проєкту: Аліна Гаєвська
- Звукорежисер перезапису: Роберт Девіс

Ролі дублювали
- Оппенгеймер — Іван Розін
- Штраус — Олег Лепенець
- Ґровз — Андрій Твердак
- Кітті — Катерина Качан
- Джин — Юлія Шаповал
- Роб — Роман Чорний
- Луїс Вальтер Альварес — Володимир Гурін
- Ейнштейн  — Василь Мазур
- Девід Лоуренс Гілл — Олександр Погребняк
- Рабі —  Олександр Ярема

А також: Євген Лісничий, Юрій Сосков, Олексій Сафін, Валерій Легін, Володимир Кокотунов, Роман Солошенко, Володимир Плахов, Павло Скороходько, Артур Проценко, та інші

## Виробництво
У вересні 2021 року було оголошено, що дванадцятий фільм Нолана буде біографічною драмою про фізика-теоретика Роберта Оппенгеймера та його роль у розробці першої атомної бомби. Фінансування та розповсюдження фільму взяла на себе компанія «Universal Pictures».

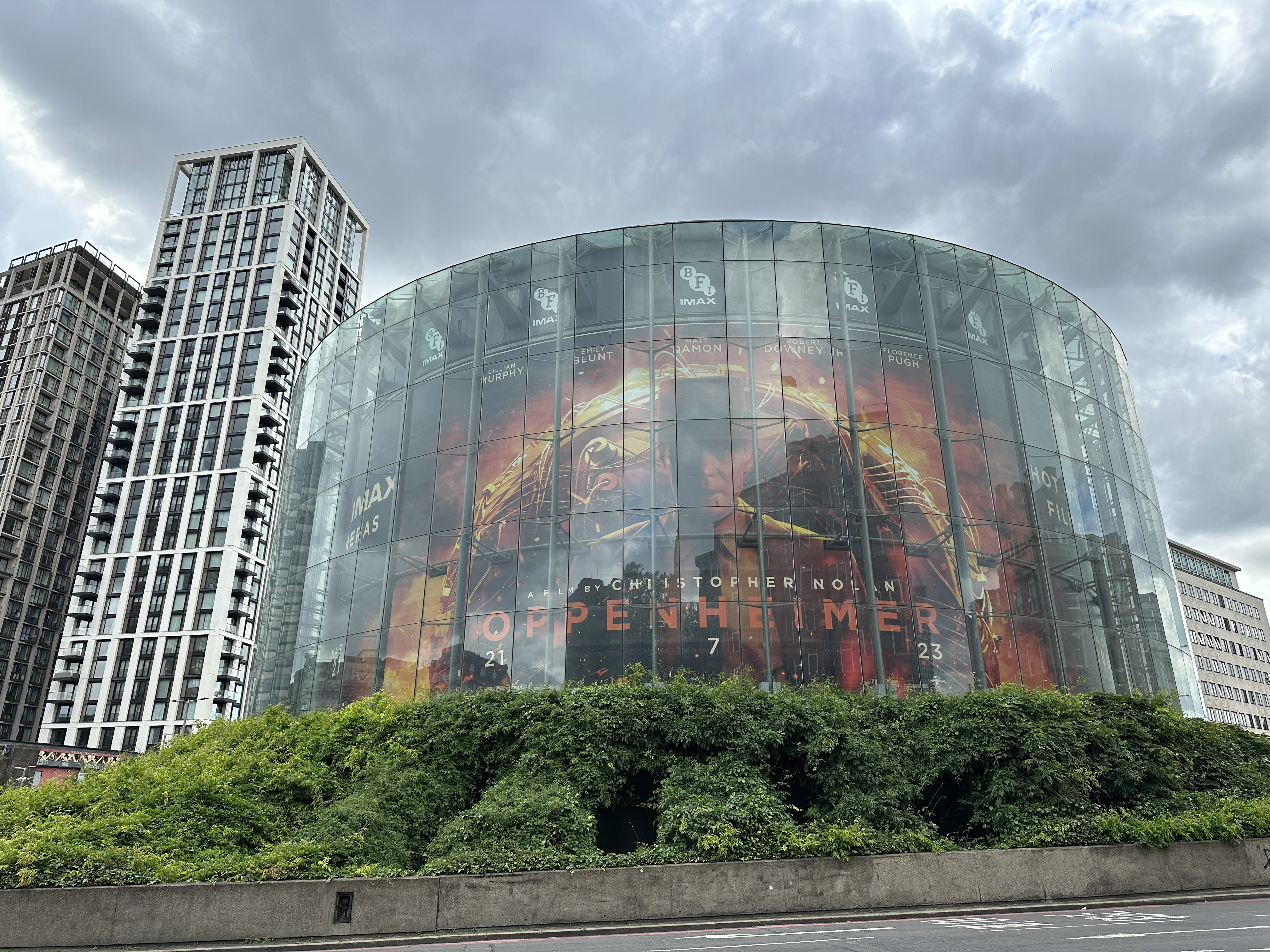
Рекламний постер фільму на кінотеатрі у Лондоні.

### Кастинг
Процес кастингу був настільки секретним, що деякі актори не знали, яку роль вони гратимуть, доки не підписали контракт. Роберт Дауні-молодший, Метт Деймон та Елізабет Бант прийняли скорочення зарплат замість звичайного авансу, Метт Деймон та Емілі Блант погодилися на скорочення зарплати для роботи над фільмом, кожен з них заробив 4 мільйони доларів замість звичайного авансу в 10-20 мільйонів доларів. Дауні пішов до Нолана додому, щоб прочитати сценарій, який був надрукований чорним кольором на червоному папері.
8 жовтня 2021 року стало відомо, що Кілліан Мерфі зіграє головну роль. Це шоста спільна робота Мерфі з Ноланом, однак перша, де він виконує головну роль. 20 жовтня 2021 року Емілі Блант поповнила акторський склад.
У листопаді 2021 року стало відомо, що Роберт Дауні-молодший та Метт Деймон приєдналися до фільму в ролі Льюїса Штрауса та Леслі Гровза відповідно. У грудні 2021 року Флоренс П'ю, Рамі Малек та Бенні Сафді поповнили акторський склад. У січні 2022-го приєднався до акторського складу Джош Гартнетт. У лютому 2022 року Дейн Де Гаан, Джек Квейд, Меттью Модайн, Ділан Арнольд, Олден Еренрайк, Девід Крамхолц, Майкл Ангарано, Кеннет Брана та Девід Дастмалчян також приєдналися до акторського складу.

### Музика
Саундтрек написано Людвігом Йорансоном, шведським композитором, який працював із Ноланом також і над його попереднім фільмом «Тенет». Для центральної теми Оппенгеймера за побажанням Нолана використано скрипку, що, за словами Йорансона, змогло б передати «найромантичніший, красивий тон, що в'язатиметься із невротичними, що крають серце, страхітливими звуками».
Йорансон та Нолан погодилися щодо невикористання ударних інструментів, щоб уникнути відчуття мілітаристичної музики; натомість вдало інкорпоровано такі джерела перкусивного звуку, як тупотіння ногами, цокання годинника, тріск дозиметра, у деяких моментах віолончелісти виконували стилем col legno (постукуванням по струнах тростиною смичка із видобуванням перкусійного звуку). Йорансон також виявляв обережність, аби музика не відхилялася у тембр гудіння, гуркіт, особливо у другому акті, оскільки, за його переконанням, якби сам музичний супровід мав «вибуховий» характер, тоді безпосередньо вибух у фільмі не мав би очікуваного впливу на глядача.

Окрім підходу до інструментування, Йорансон виражав енергію музики через темп. До прикладу, у записі «Can You Hear the Music» застосовано 21 зміну темпу, що для живого запису оркестром є складним завданням. Сам Йорансон вважав цей твір неможливим до виконання та планував проводити записування такт за тактом, однак дружина переконала його записати цілісною спробою. Після багатьох спроб та експериментування, звукозапис було виконано із використанням клікання у навушниках музикантів перед кожною зміною темпу. Загалом запис цього твору зайняв 3 дні.
Наприкінці ми записували музику, що перевершувала те, що, я вважав, є людськими можливостями. Складні візуальні ефекти обертань атомів привело сорок скрипок у божевілля, що захоплювало подих, а сцени в залі суду були наповнені музикою з інтенсивністю поля бою. Крайнощі динамічних змін музики, коливаючись в межах від інтимної глибини подорожі особистості до абсолютного знищення, є різкими, дезорієнтуючими та вражаючими.

—  Людвіг Йорансон.

## Сприйняття

### Касові збори
Станом на 25 лютого 2024 року «Оппенгеймер» зібрав 329 мільйонів доларів у Сполучених Штатах і Канаді та 630,5 мільйонів доларів на інших територіях, що становить у всьому світі 959,5 мільйонів доларів. Це другий найкасовіший фільм усіх часів з рейтингом R після «Джокера» (2019). У вересні 2023 року «Оппенгеймер» став найкасовішим біографічним фільмом усіх часів, випередивши «Богемну рапсодію» (2018).
До серпня 2023 року «Оппенгеймер» став найкасовішим фільмом за всю історію, який не досяг першої позиції в американському прокаті, хоча в шостий вікенд він очолив світовий прокат із загальними зборами в 38,12 мільйона доларів, вперше обігнавши «Барбі». Це також найкасовіший фільм про Другу світову війну, перевершивши «Дюнкерк» (2017), також фільм Нолана. Крім того, «Опенгеймер» увійшов до п'ятірки найприбутковіших фільмів IMAX, заробивши 183 мільйони доларів (приблизно 20 % від загального валового доходу), понад 17 мільйонів доларів з яких було отримано від 30 екранів, що показували 70-міліметрові плівки IMAX. Повторний показ фільму в кінотеатрах IMAX було заплановано на 3 листопада, включаючи шість 70-міліметрових плівок IMAX, оскільки ці кінотеатри повідомляли про повні зали під час першого показу фільму.

#### США та Канада
У Сполучених Штатах і Канаді «Оппенгеймер» вийшов в прокат разом з «Барбі» як феномен, що став відомий як «Барбінгеймер». В ті тижні, коли вони вийшли, AMC Theaters оголосили, що понад 40 000 членів AMC Stubs вже забронювали квитки на обидва фільми в один день. Заробивши 33 мільйони доларів у перший день (включаючи 10,5 мільйонів доларів з попередніх показів у четвер ввечері), фільм дебютував з касовими зборами у 82,5 мільйонів доларів, поступившись лише «Барбі» та ставши одним з найкращих прем'єрних вікендів для драми з рейтингом R. 64 % аудиторії становили чоловіки, 33 % — 18–34 роки. Феномен «Барбінгеймера» сприяло підвищенню інтересу до фільму: загалом 79 % квитків, проданих за вихідні, були на ці два фільми (27 % на «Оппенгеймера»), разом 18,5 мільйонів людей. Прем'єрний вікенд фільму став найкращим для Крістофера Нолана серед оригінальних фільмів, а також найкращим у його фільмографії, не рахуючи двох останніх частин трилогії «Темний лицар». Він посів третє місце за найкасовішими прем'єрними вихідними серед біографічних фільмів, поступившись лише «Страстям Христовим» (2004) і «Американському снайперові» (2014).
«Оппенгеймер» зібрав 46,2 мільйона доларів за другий вікенд (падіння на 44 %), залишившись на другому місці після «Барбі». За третій вікенд фільм зібрав 28,7 мільйонів доларів, посівши третє місце після Барбі та новачка «Мег 2: Западина». 16 серпня «Оппенгеймер» обійшов «Співай» (2016) і став найкасовішим фільмом, який ніколи не займав перше місце в прокаті. Протягом четвертого вікенду фільм заробив 18,8 мільйонів доларів (зниження на 35 %), піднявшись на друге місце. За п'ятий і шостий вікенди фільм зібрав 10,7 мільйонів доларів і 9 мільйонів доларів (зменшення на 43 % і 16 % відповідно), посівши третє і четверте місце в касових зборах і перевищивши 300 мільйонів доларів у країні за шостий вікенд. Після 13 номінацій на «Оскар» за 28-й тиждень прокату фільм збільшився з 1008 кінотеатрів до 2262 і заробив 1 мільйон доларів, що на 284 % більше, ніж у попередні вихідні.

### Інші території
За межами Сполучених Штатів і Канади фільм зібрав 98 мільйонів доларів у прем'єрний вікенд. Наступного вікенду «Оппенгеймер» зібрав 77,1 мільйона доларів, що стало падінням лише на 21 % і дозволило йому стати найкасовішим фільмом Крістофера Нолана у 30 країнах, зокрема в Індії, Саудівській Аравії, Об'єднаних Арабських Еміратах і Туреччині. За третій вікенд «Оппенгеймер» зібрав 52,8 мільйона доларів (зниження на 31 %) та 32 мільйони доларів за четвертий вікенд. Фільм продовжував триматися добре в наступні тижні, заробивши 32 мільйони доларів і 29,1 мільйона доларів за п'ятий і шостий вікенди. Станом на 10 вересня 2023 року найкасовішими територіями були Велика Британія ($72 млн), Німеччина ($46,9 млн), Китай ($46,8 млн), Франція ($40,1 млн) та Австралія ($25,9 млн).

## Історична достовірність
У фільмі на стіні будинку Оппенгеймера зображено абстрактну картину, яку титри ідентифікують як твір Івана Клюна. Водночас низка дослідників звернула увагу, що ця робота збігається з однією з фальсифікованих картин з так званої «колекції Леоніда Закса» — сумнівного зібрання нібито авангардного мистецтва, яке після журналістських розслідувань було визнано підробкою. Зокрема, картина, приписувана Клюну, експонувалася в Інституті мистецтв Міннеаполіса, але її автентичність неодноразово ставилась під сумнів, а згодом взагалі була вилучена з експозиції.